# František Xaver Němeček
František Xaver Němeček (též německy jako Franz Xaver Niemetschek, 24. července 1766 Sadská – 19. března 1849 Vídeň) byl český filozof, literární a hudební teoretik a kritik. Byl autorem prvního životopisu Wolfganga Amadea Mozarta, s nímž se přátelil; tato biografie zůstala důležitým zdrojem informací o Mozartovi.

## Život
Narodil se v roce 1766 v Sadské na Nymbursku do hudební rodiny. Po studiu na gymnáziu v Praze vystudoval filozofii na Karlově univerzitě, poté učil na gymnáziu v Plzni, kde vyučoval poezii a latinu a pracoval v hudebním nakladatelství, od roku 1792 opět v Praze. 
V roce 1800 získal doktorát z filozofie a záhy, roku 1802, získal na pražské univerzitě titul řádného profesora a přednášel teoretickou a praktickou filozofii, logiku, etiku a pedagogiku. Jedním z jeho žáků byl skladatel Jan Václav Hugo Voříšek. 
V Praze bydlel na Malé Straně nedaleko sídla Josefíny Duškové v Lichtenštejnském paláci a byl častým návštěvníkem hudebních setkání manželů Duškových na Bertramce, kde se v roce 1787 seznámil a spřátelil s Mozartem. V Praze působil také jako knižní cenzor, literární kritik a jeden z prvních hudebních kritiků v Praze a jako ředitel ústavu pro hluchoněmé. Napsal také několik knih o dějinách hudby. 
Po neshodách s vedením pražské univerzity odešel roce 1820 do Vídně. Tam rovněž učil na univerzitě a byl dokonce soukromým učitelem Mozartova syna Carla Thomase.  
František Xaver Němeček zemřel ve Vídni 19. března 1849 ve věku 82 let a byl pohřben na hřbitově sv. Marka (Marxe).  

### Spisy
Pozůstalost Františka Xavera Němečka, která obsahovala mnoho cenných dokumentů psaných německy a latinsky, je dnes bohužel z větší části ztracena. Napsal vůbec první ucelenou Mozartovu biografii, která vyšla roku 1798, pod názvem Leben des k. k. Capellmeisters Wolfgang Gottlieb Mozart, nach Originalquellen.
Z děl filozofických jsou nejvýznamnější Auszüge aus der Geschichte der Wissenschaft und des Geschmacks in Böhmen (1794) a Elementa Logica in commodum studiosae juventutis (1813).

#### Mozartův životopis

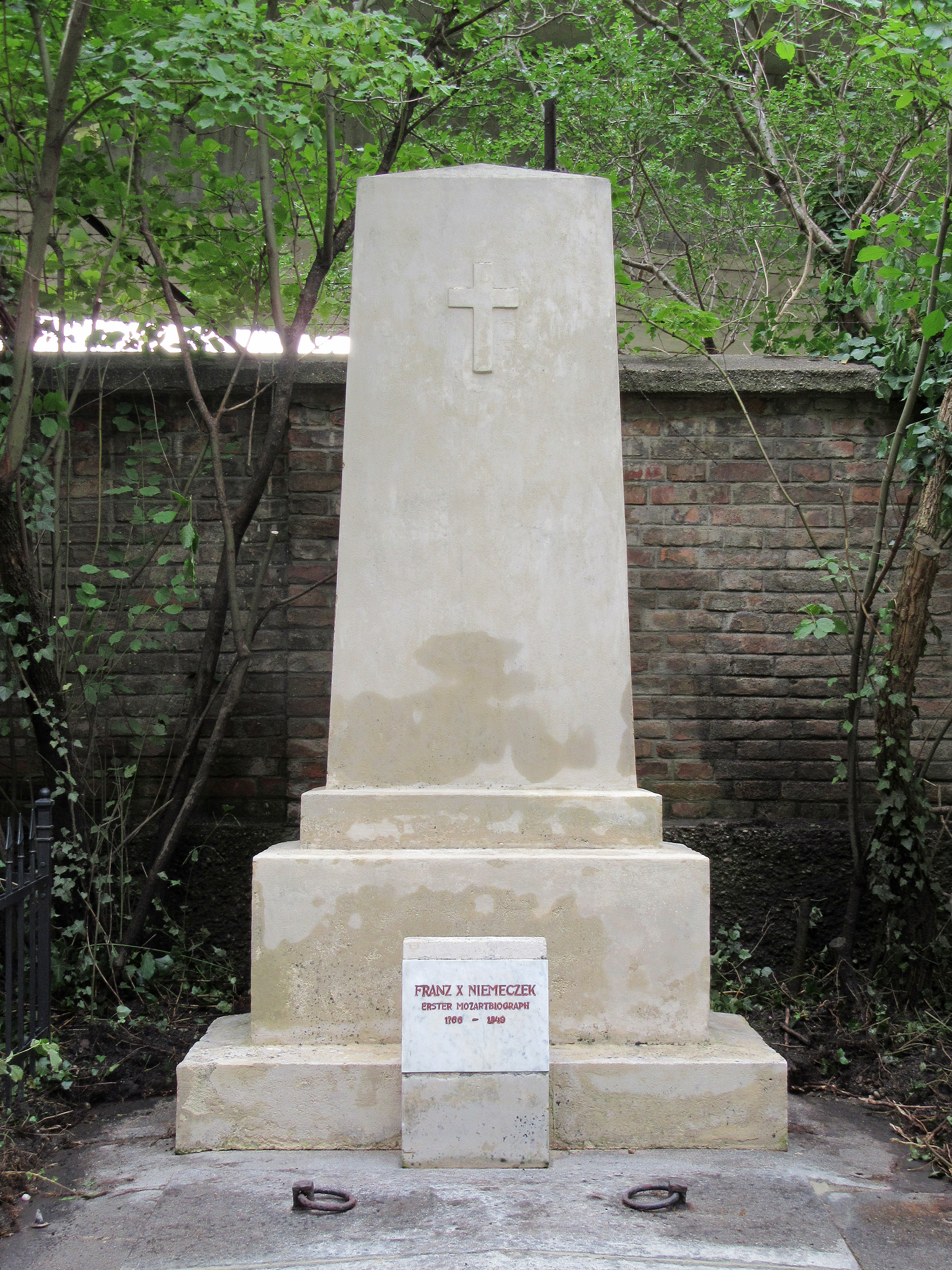
Němečkův hrob ve Vídni

Mozartova vdova Constanze dala Němečkovi k dispozici mnoho dokumentů pro jeho výzkum. Jeho kniha Leben des k.k. Kapellmeisters Wolfgang Gottlieb Mozart vyšla v roce 1798. Později, v roce 1808, vyšla v pozměněné podobě s názvem Lebensbeschreibung des k.k. Kapellmeisters Wolfgang Amadeus Mozart. Němeček tvrdil, že ho s Mozartem pojil dlouhý vztah, ale nedostatek přímých citací nebo citací z osobních rozhovorů vede některé učence, zejména rakouského badatele Walthera Brauneise, k pochybnostem o jeho tvrzení. Pravdou však je, že ve svém domě na Malé Straně přivítal dva přeživší Mozartovy syny, Karla a Wolfganga mladšího, a stal se jejich pěstounem.
Z biografie je zřejmé, Němeček byl velmi hrdý na svou českou národnost a zdůrazňuje vřelé přijetí, kterého se Mozartovi během jeho návštěv Prahy dostalo.